# 荣耀红白 (马来亚)
马来群岛传统旗是马来亚马来国民党设计的旗帜，别名马来亚荣耀旗、荣耀红白旗、人民旗和马来亚独立旗。旗帜的主色是红白双色，左上角有十二颗星星，均衡排列成三行四列，十二颗星代表马来半岛的12个州。
这面旗帜于1947年由人民力量中心-全马联合行动理事会（PUTERA-AMCJA）联合提出，作为马来亚独立联邦旗帜的提案。它是马来亚左翼运动在排除马来统治者参与的情况下，争取独立的旗帜，因此被认为是倾向于建立类似印度尼西亚的共和国，剥夺君主世袭的统治权力。
2007年，公正党青年团（AMK）领袖纳兹万·哈里米曾经设计一面新的马来传统旗，主色同样是红白双色，上面有新月和一颗11角星。 这面旗帜被民间团体“民主之诺”（Himpunan Janji Demokrasi）支持者在2013年国庆倒数活动挥舞，成为马来西亚独立56周年前后发生的国旗争议事件。

## 历史背景

### 努山达拉
公元13世纪以前，努山达拉各邦就开始使用红白双色旗，包括满者伯夷、邦盖、波尼和索彭的旗帜都有这种颜色。 荷兰殖民统治荷属东印度的340年期间，被迫使用红、白、蓝三色的荷兰国旗；之后，作为反对殖民主义的象征，印尼革命青年于1945年的“大和饭店事件”中，撕毁荷兰国旗的最后一条蓝色，因为这条蓝色被认为象征贵族的“蓝色血统”，仅留下红色象征独立斗争期间的鲜血，以及白色象征人民的纯洁。对于马来民族而言，君主的主权象征是黄色。

### 马来青年团
红白双色条纹的旗帜被称为“Sang Saka”，由支持“大印度尼西亚”的团体使用，最初由依布拉欣·耶谷领导的马来青年团（KMM），于1938年带到马来亚。二战时期，荷属东印度民族领袖苏卡诺争取印尼独立，提出包括马来半岛在内的“大印度尼西亚”概念，并使用红白旗作为政治象征，红白旗于印尼独立后顺理成章成为国旗。马来左翼团体受到苏卡诺影响，也采用相同的红白旗帜，但并没有得到广泛认同。
马来青年协会是“马来亚独立”理念的创始者，1938年开始为马来亚独立的理想而奋斗，希望马来群岛合并成为“大印度尼西亚”或“大马来由”共和国，并废除君主制。然而，当时马来亚的大多数马来人并不同意他们的理念，因为马来人支持马来统治者和伊斯兰教。大多数马来人选择巫统的斗争路线，来维护马来统治者和伊斯兰教制度。马来青年协会被取缔以后，莫赫达鲁丁·拉索和布哈努丁领导的马来亚马来国民党（PKMM）继续使用红白旗帜（左上角绘制12颗黄星），进行“人民主权”左翼路线的斗争。

### 马来国民党

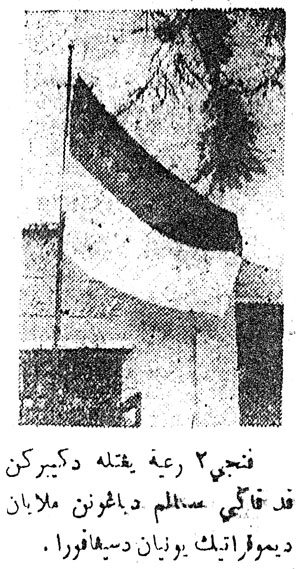
1947年12月10日，荣耀红白旗在马来亚升起

最初马来亚荣耀红白的旗帜设计，与印尼国旗完全相同，由于与印尼国旗太过相似，因此促使两个左翼组织——人民力量中心和全马联合行动理事会重新设计这面旗帜，当时这面旗帜是马来亚左翼倡议的非官方国旗。左翼组织于11月初在吉隆坡举行的会议，决定在12月10日之前制作并悬挂这面旗帜，出席这场会议的包括人民力量中心、泛马来亚农民阵线、妇女醒觉阵线、全马联合行动理事会、马来亚印度国民大会、马来亚人民抗日军、泛马来亚职工总会和新民主青年联盟的成员。经过重新设计后的旗帜，在旗首加入十二颗星星，象征当时马来亚的12个州份（包含新加坡州）。
1947年末，它由布哈努丁率领的马来国民党代表团，带到印度新德里举行的亚洲区域会议。 最初计划于1947年12月10日上午8时30分，在位于新加坡的马来亚民主联盟大厦首次升起红白金星旗帜。

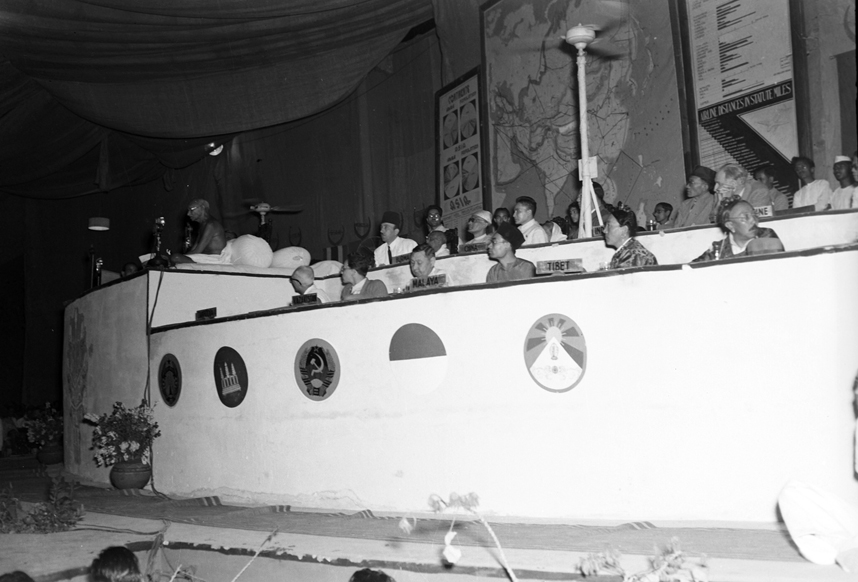
圣雄甘地在亚洲关系会议闭幕全体会议上发表讲话，马来亚代表（坐在西藏代表的右边）所展示的旗帜与印尼国旗相似，因为马来亚马来国民党是基于荣耀红白旗的原始设计

根据马来西亚部落客希山慕丁莱益斯（笔名Tukar Tiub）的说法，这面旗帜于1947年在印度新德里举行的亚非会议飘扬，如果他指的亚非会议是广为人知的万隆会议，那显然就有些错误，因为第一次亚非会议是于1955年4月18日在印尼万隆举行。因此，更准确的说法，他所指的是于1947年底在新德里举行的亚洲区域会议或亚洲关系会议。
根据卡玛鲁丁查化所著《布哈努丁医生：马来与伊斯兰政治》所述，布哈努丁当时担任马来亚马来国民党顾问，率领马来亚代表团参加这次会议，出席这次会议为他提供与亚洲国家独立领袖会面，并且讨论反殖民运动的机会。 根据这些历史来源，可以得出几点结论，马来亚独立前夕所使用的荣耀红白旗，最初是于1947年提出设计，但其设计与后来“民主之诺”参与者所持的引起争议的旗帜，并不完全相同。

## 用途

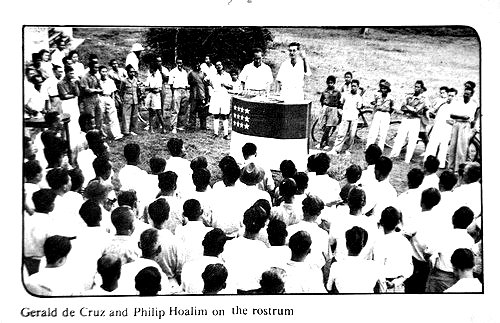
马来亚左翼人士杰拉尔德·德·克鲁兹和菲利普·霍林在新加坡的讲台上发表演讲

荣耀红白旗是马来青年协会争取独立的旗帜，他们选择不与马来亚王室合作。由于从未有马来王室参与其中斗争，所以荣耀红白旗也未被马来西亚任何州属使用，只是历史上代表马来左翼青年的非正式旗帜。根据国家教授理事会属下历史、遗产与社会文化部门负责人拿督再纳·克林教授（Prof Datuk Dr Zainal Kling）解释，红白双色背景的红白旗，自古以来就被东南亚海域的不同国家使用，尽管它在马来亚有其历史存在的因素，但因为其它原因而不被马来亚人民接受，所以不应被视为马来西亚象征。
红白条纹的概念不仅出现在努山达拉周边国家的旗帜，例如：印度尼西亚国旗和新加坡国旗，也影响印尼伊斯兰国、北大年马来民族革命阵线、文莱人民党的武装独立运动；同时，也存在于巫统（UMNO）、国民党（PKMM）、伊斯兰党（PAS）、土保党（PBB）、民系党（IKATAN）、新沙统（USNO）和民权党（KUASA）的党旗。

## 争议

2012年“民主之诺”集会中飘扬的带有新月十一角星的马来亚荣耀红白旗

新月十四角星的变体版本

2012年8月31日，有些参加马来西亚独立前夕“民主之诺”集会的青年，在公共场合挥舞绘制新月和11角星的马来亚红白旗；同时，还分发倡议“把辉煌条纹换成红白旗”的传单。 随之而来，有人认为挥舞红白旗是一种对国家安宁有威胁性的意识形态，想要改变现有的“辉煌条纹”国旗。前首相马哈迪·莫哈末批评挥舞红白旗隐含政治议程，持政治异见者仿佛要改变马来西亚政府制度成为共和国。
也许这就是他们的意图，如果马来青年团获得支持，这确实是他们的意图（成为共和国）。 我不敢保证，但确实有可能…——马哈迪·莫哈末
此外，有些集会者涉嫌侮辱首相纳吉·阿都拉萨夫妇的肖像，这些行为遭到多方广泛谴责。 民主之诺集会主办委员会否认参与这项行动，委员会主席玛利亚陈发表声明表示，其所属的净选盟（BERSIH）并没有指示在独立广场派发传单，或是将“辉煌条纹”更换成红白旗帜。此外，根据人民公正党青年团（Angkatan Muda Keadilan，AMK）团长三苏依斯干达的说法，反对党从未讨论过设计马来西亚的替代旗帜，该旗帜纯粹是公正党青年团副团长纳兹旺于2007年重新设计的个人作品。三苏依斯干达形容“集会青年挥舞红白旗，不能被视为犯罪，而是对努山达拉历史有敏锐观察的表现。”
砂拉越伊斯兰党青年团部落客引述，“荣耀旗（Sang Saka）将取代马来西亚国旗，因为它具有辉煌条纹所没有的努山达拉的特征。”
2012年除夕夜，自称“Aktivis Sang Saka”的团体高举绘制12颗星的荣耀红白旗，并用十二个气球将其悬挂在首都吉隆坡拉惹路与敦霹雳路交叉口，毗邻独立广场附近的占美清真寺站，直至30分钟后被接获投诉的警方取下。事件发生约半小时后，活动人士莫哈末·纳西尔（Muhammad Nasir Abu Bakar）接受警方调查表示，他们悬挂旗帜是为纪念马来亚左翼参与独立斗争，强调他们付出的努力，长期以来为社会各界所忽视，应该获得公平公正的对待，期望让历史透明和还原真相。
翌年国庆日前夕，社运活动人士希山慕丁莱益斯和学运活动人士阿当阿里被社交媒体拍下短片，手持马来亚红白旗，国家文学家沙末赛益在短片中朗诵诗歌，警方传召沙末赛益录取口供，并援引《1948年煽动法令》扣留希山慕丁莱益斯和阿当阿里。

## 画廊

马来西亚国旗，别名辉煌条纹，旗帜外端由十四道红白相间条纹组成，红色代表勇敢和白色代表纯洁，并加上左上角蓝底和黄色新月十四角星
马来亚联合邦（1950年—1963年）国旗，旗帜外端由十一道红白相间条纹组成，并加上左上角蓝底和黄色新月十一角星
满者伯夷旗帜，传说其象征意义可以追溯到古老南岛民族的二元论神话，红色象征大地母亲和白色象征天空父亲
印度尼西亚国旗，别名荣耀红白，红色代表勇气和白色代表纯洁
新加坡国旗，别名星月旗，红色代表团结和白色代表纯洁，并加上星月代表国家价值观
巫统（UMNO）“马来民族统一”党旗，红色代表勇气和白色代表纯洁，并加上黄色月亮和绿色马来短剑
伊斯兰党（PAS）党旗，红色代表勇气和白色代表纯洁，并加上绿色月亮代表伊斯兰教
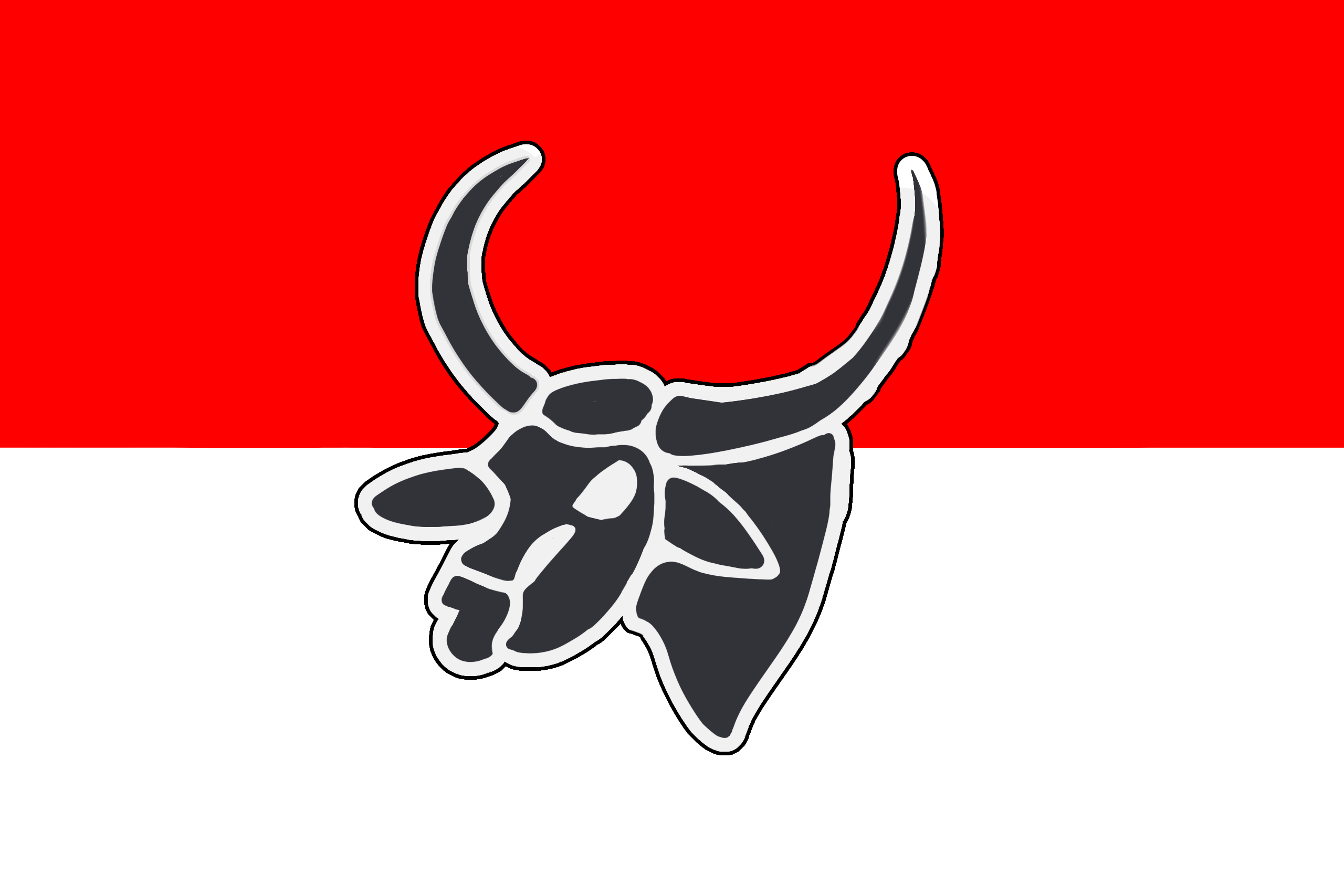
印度尼西亚协会（英语：Perhimpoenan Indonesia）旗帜，是早期印尼（英语：Indonesian nationalism）和马来民族主义（英语：Early Malay nationalism）使用的所有旗帜的前身
英属马来亚统治马来联邦（1896年—1942年）、马来亚联邦（1946年—1948年）及马来亚联合邦（1948年—1950年）的官方旗帜
不列颠东印度公司旗帜，据说红白条纹的设计来源于满者伯夷